# Čaška (Nordmazedonien)
Čaška (mazedonisch Чашка) ist ein Dorf im zentralen Teil Nordmazedoniens, das zur Gemeinde Čaška gehört. Die nächstgelegene Stadt ist Veles. Gleichzeitig ist Čaška Verwaltungssitz der gleichnamigen Gemeinde.

## Geschichte

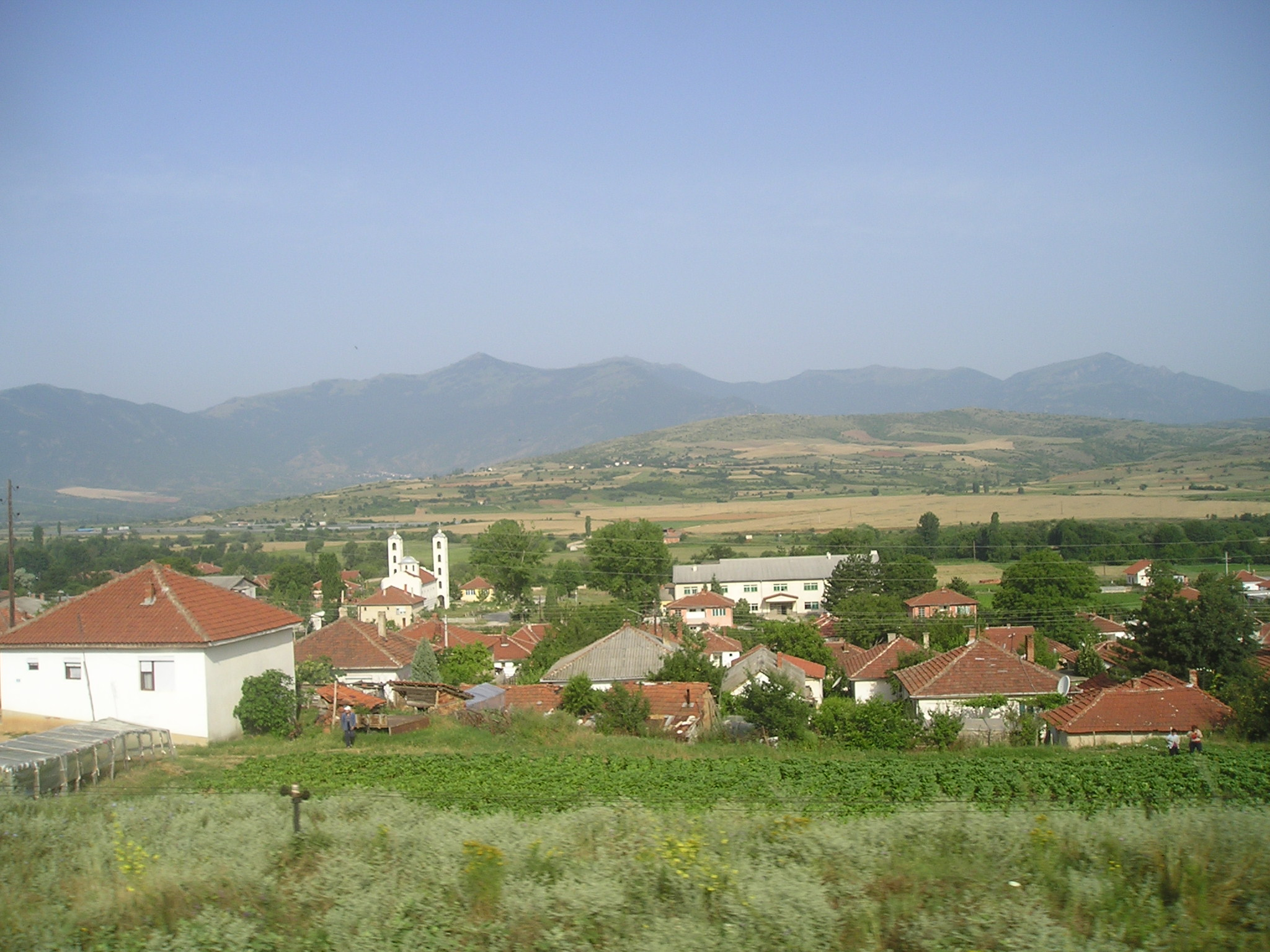
Blick auf Čaška

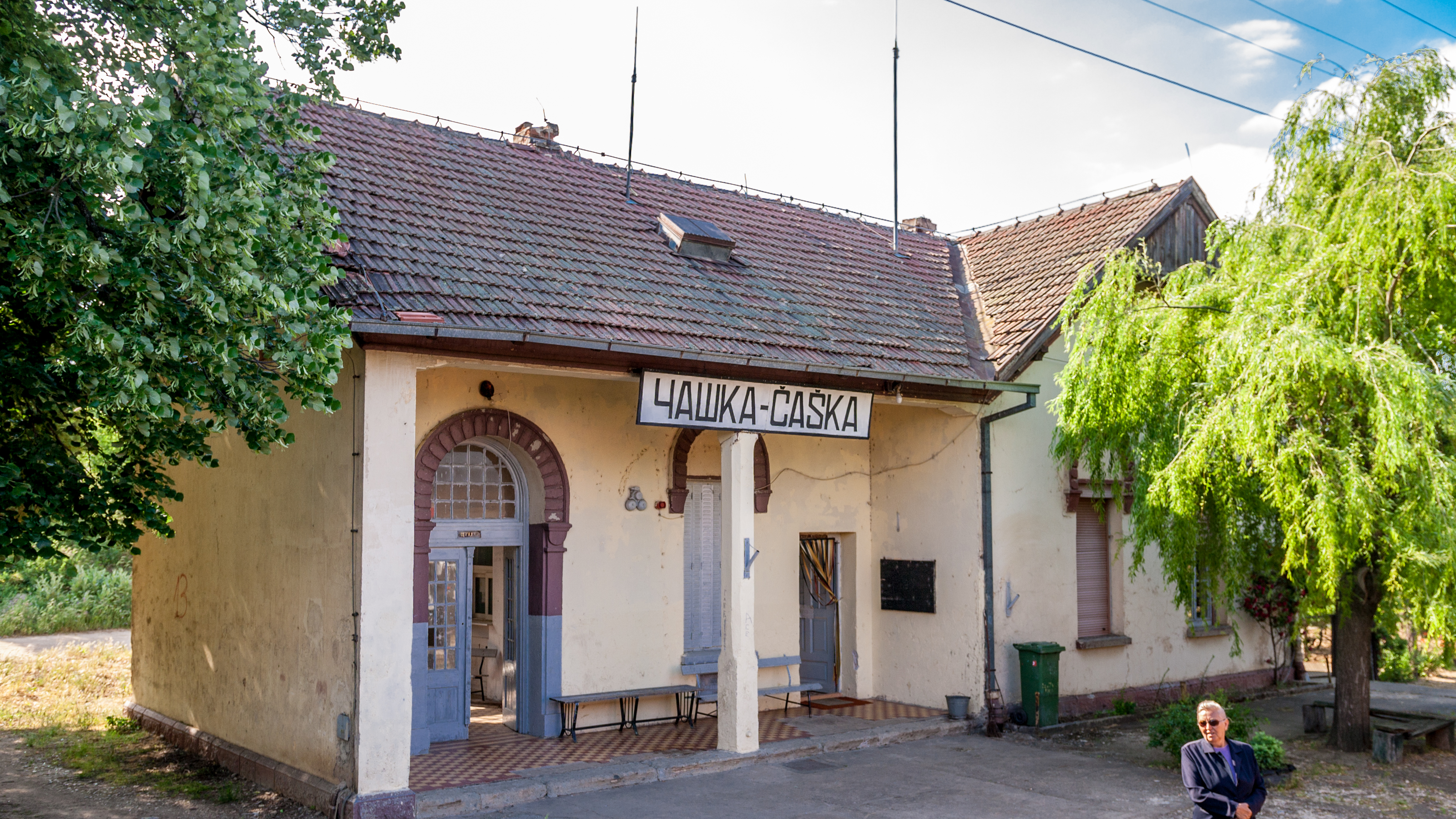
Bahnhof von Čaška

Čaška befindet sich im Tal des Flusses Topolka. Westlich des Dorfes erhebt sich der Berg Jakupica. Die im Jahr 2001 erbaute orthodoxe Kirche im Dorf ist dem Hl. Kliment von Ohrid gewidmet.
Seine Bewohner bekannten sich zu Beginn des 19. Jahrhunderts in einem Plebiszit zum bulgarischen Exarchat und waren Teil des bulgarischen Millets. Laut der Statistik des Ethnographen Wassil Kantschow aus dem Jahr 1900 zählte Čaška 262 Einwohner, welche sich allesamt als Bulgaren deklarierten.
Nach den Statistiken des Sekretärs des bulgarischen Exarchats Dimitar Mischew (La Macedoine et sa Population Chrétienne) im Jahr 1905 lebten in Čaška 120 bulgarische Exarchisten.
1927 führte der deutsche Forscher Leonhard Schultze Čaška auf seiner Karte Mazedoniens auf und ordnete es als bulgarisch-christliches Dorf ein.
Laut der letzten Volkszählung von 2002 hatte Čaška 1471 Einwohner, davon 1425 Mazedonier, 44 Serben und 2 andere.